# Boureuilles
Boureuilles é uma comuna francesa na região administrativa de Grande Leste, no departamento de Meuse. Estende-se por uma área de 21,33 km². Em 2010 a comuna tinha 121 habitantes (densidade: 5,7 hab./km²).